# Son Oliva
Son Oliva és un barri de la ciutat de Mallorca situat al districte nord. Limita a ponent amb l'Olivera i el barri de la Plaça de Toros per les vies del tren de Sóller, al sud també amb el barri de la Plaça de Toros pel carrer d'Henri Dunant, a ponent amb Son Fortesa pel carrer de Jacint Verdaguer (antigament les vies del tren d'Inca), i al nord amb Son Hugo i Son Fuster (la Indioteria) per la via de Cintura.
Malgrat el nom que ha pres, la possessió de Son Oliva es trobava al barri de l'Olivera, al mateix lloc on ara es troba l'IES Joan Maria Tomàs. Les terres que ocupa el barri de Son Oliva, en canvi, es troben dins el que eren les possessions de Son Ferragut (les cases de la qual encara es conserven, a l'extrem nord del barri) i de Son Bujosa: eren de Son Ferragut a ponent de la carretera de Bunyola (carrer d'Eusebi Estada) i de Son Bujosa a llevant. La part de Son Ferragut s'urbanitzà primer, cap a la dècada dels setanta, mentre que la part de Son Bujosa s'urbanitzà més tard, els anys vuitanta i noranta, en part quan es desmantellà i urbanitzà la fertilitzadora que es trobava allà on ara hi ha el parc.
El barri està força dividit pel carrer d'Eusebi Estada, pel fet que és un carrer amb molt de trànsit i pocs passos de vianants. En canvi, els carrers de Tomàs Luís de Victoria i de Tomàs de Villanueva i Cortès són el principal eix vertebrador de la barriada. Compta amb una escola pública, el CEIP Son Oliva, i un poliesportiu. A la part més oriental del barri hi ha l'estació de Son Costa - Son Fortesa. També compta amb una parròquia, la de la Sagrada Família, creada el 1973 per segregació de la parròquia del Cor de Maria, a l'Olivera. L'edifici fou inaugurat el 1975 i és obra de Francesc d'Oleza.
El 2018 tenia 6.215 habitants.